# انتخابات العراق
الانتخابات العراقية هي سلسلة من الانتخابات التي شهدها العراق عقب الإطاحة بحكومة الرئيس العراقي السابق صدام حسين في عام 2003 حيث شهد العراق ثلاث عمليات اقتراع إلى هذا اليوم، كان الاقتراع الأول عبارة عن انتخاب الجمعية الوطنية أو ما يسمى أيضا بمجلس النواب العراقي أو البرلمان العراقي المؤقت التي انبثقت عنها الحكومة العراقية الانتقالية، وكان الاقتراع الثاني عبارة عن تصويت على الدستور العراقي الدائم، وكان الاقتراع الثالث عبارة عن انتخابات عامة لاختيار مؤسسات حكم دائمة في العراق.

## عملية الاقتراع الأولى
أجريت أول عملية اقتراع في سلسلة الانتخابات العراقية على هيئة انتخابات الجمعية الوطنية الانتقالية والذي يسمى أيضا بالبرلمان المؤقت أو مجلس النواب العراقي المؤقت في 30 يناير 2005. حيث صوت العراقيون لاختيار 275 عضوا في الجمعية الوطنية الانتقالية (مجلس النواب العراقي المؤقت).

## عملية الاقتراع الثانية
الاقتراع الثاني في الانتخابات العراقية بعد سقوط حكومة الرئيس العراقي السابق صدام حسين جرت في 15 أكتوبر 2005 وكانت عبارة عن الاقتراع للإدلاء بأصوات العراقيين على مشروع الدستور العراقي وكان من المرجح حتى قبل بدأ التصويت ان يضمن الشيعة والأكراد الذين يمثلون نحو ثلاثة أرباع عدد الناخبين البالغ قرابة 15 مليونا تحقيق الأغلبية المطلوبة لإقرار الدستور ولكن مجرد تصويت ثلثي الناخبين في ثلاث فقط من محافظات العراق الثماني عشرة بالرفض كانت تعني سقوط الدستور. التصويت على الدستور العراقي كانت بمثابة مقدمة لإجراء انتخابات برلمانية جديدة في ديسمبر/ كانون الأول 2005 لاختيار مؤسسات وحكومة دائمة مدتها 4 سنوات.
قررت الحكومة العراقية اتخاذ اجراءات أمنية مشددة تخوفا من وقوع هجمات، وأعلن وزير الداخلية العراقي بيان باقر صولاغ سلسلة من إجراءات الأمن من بينها اعتبار البلاد في حالة إجازة رسمية حتى يوم الأحد، وكذلك منع المدنيين من حمل السلاح، بالإضافة إلى منع حركة السيارات في الشوارع تماما يوم السبت (يوم الانتخاب)،ووضعت المتاريس حول مراكز الاقتراع في العاصمة بغداد وكبرى المدن العراقية الأخرى. كما أغلقت الحدود العراقية بشكل كامل أمام حركة السيارات حيث لا يسمح إلا للسيارات التي تحمل اطعمة أو ماء أو وقود من المرور عبر الحدود. وقد اعتبر السفير الأمريكي في العراق زلماي خليل زادة نجاح الاستفتاء عنصرا أساسيا لانسحاب القوات الأمريكية من العراق.
في 25 أكتوبر 2005 أي بعد 10 أيام من الاقتراع أعلنت اللجنة العليا المستقلة للانتخابات في العراق أن نحو 78% من الناخبين العراقيين صوتوا بنعم للدستور العراقي الجديد، فيما رفضه نحو 21%.
وقد رفض معظم سنة العراق الدستور العراقي حيث ان محافظة صلاح الدين ومحافظة الأنبار قد صوتتا بلا بأغلبية تبلغ 81% و96% على الترتيب. إلا أن قانون إدارة الدولة العراقية اشترط رفض ثلاث محافظات بأغلبية الثلثين لمشروع الدستور لكي يتم رفضه. وكانت محافظة نينوى هي الفيصل في إقرار الدستور من عدمه ولكن محافظة نينوى صوتت بلا للدستور العراقي بنسبة 55%، وهي اقل من نسبة الثلثين اللازمة لرفض الدستور. وحظي مشروع الدستور الجديد بتأييد كبير في المناطق ذات الأغلبية الشيعية والكردية. وكانت نسبة المشاركة في الاستفتاء على الدستور، الذي جرى في 15 أكتوبر/تشرين الثاني، بلغت 63% حسبما أعلنت اللجنة من قبل.
يشار إلى ان التصويت بلا بأغلبية كبيرة في محافظتي الأنبار وصلاح الدين، حيث يوجد أغلبية من العرب السنة، يرجع إلى مخاوف من أن يؤدي الدستور الجديد إلى إنشاء فدراليات في المناطق الغنية بالنفط في شمال وجنوب العراق، فيما يحرم سكان وسط وغرب العراق من العائدات النفطية. .
وبعد إقرار مشروع الدستور العراقي الجديد، أصبحت الخطوة القادمة إجراء انتخابات برلمانية يوم 15 ديسمبر/كانون الأول القادم بهدف تكوين برلمان له صلاحيات دستورية كاملة لدورة تستمر اربع سنوات.

### النتائج النهائية
وكانت النتائج النهائية كالتالي كنسبة المصوتين بنعم في كل محافظة
- محافظة اربيل 99.36%
- محافظة الأنبار 3.04%
- محافظة بابل 94.56%
- محافظة بغداد 77.7%
- محافظة البصرة 96.02%
- محافظة كركوك 62.91%
- محافظة دهوك 99.13%
- محافظة ديالى 51.27%
- محافظة ذي قار 97.15%
- محافظة السليمانية 98.96%
- محافظة صلاح الدين 18.25%
- محافظة القادسية 96.74%
- محافظة كربلاء 96.58%
- محافظة المثنى 98.65%
- محافظة ميسان 97.79%
- محافظة النجف 95.82%
- محافظة نينوى 44.92%
- محافظة واسط 95.7%

## الاقتراع الثالث
الاقتراع الثالث في الانتخابات العراقية بعد سقوط حكومة الرئيس العراقي السابق صدام حسين جرت في 15 ديسمبر 2005، وهي ثالث اقتراع، وذلك بعد انتخاب الجمعية الوطنية التي انبثقت عنها الحكومة العراقية الانتقالية، وبعد التصويت على الدستور العراقي الدائم الذي تم في 15 أكتوبر 2005 والغرض من هذا الانتخاب كان اختيار 275 عضوا في البرلمان العراقي أو ما يطلق عليه تسمية مجلس النواب العراقي الدائم ليقوموا بدورهم بتشكيل حكومة تتولى السلطة لمدة أربع سنوات، عوضا عن الحكومات المؤقتة التي تولت السلطة في العراق منذ الإطاحة بالرئيس السابق صدام حسين.